# Sắt(II) sulfit
Sắt(II) sulfit là một hợp chất vô cơ của sắt và ion sulfit có công thức hóa học FeSO3. Muối này có màu lục nhạt, không tan trong nước.

## Lịch sử
Năm 1968, Bugli & Pannetier là những người đầu tiên điều chế α-FeSO3·3H2O. Đến năm 1977, Lars-Gunnar Johansson, E. Ljungström đã điều chế và nghiên cứu dạng ngậm nước thấp hơn của nó, FeSO3·2,5H2O.

## Điều chế và tính chất
FeSO3·2,5H2O được điều chế bằng cách làm mất nước của α-FeSO3·3H2O, sử dụng dung dịch SO2 bão hòa trong một ống thủy tinh, đậy kín và làm nóng đến 100 °C (212 °F; 373 K).
FeSO3·2,5H2O từ từ bị oxy hóa trong không khí, màu của hợp chất chuyển dần sang vàng nâu. α-FeSO3·3H2O có tính ổn định không cao, màu của tinh thể chuyển dần từ lục nhạt sang nâu nhạt trước khi phân hủy.

## Hợp chất khác
FeSO3 còn tạo một số hợp chất với N2H4, như FeSO3·2N2H4·H2O là tinh thể màu lục nhạt.